# Malcolm Mackay (écrivain)
Pour les articles homonymes, voir Malcolm Mackay (homonymie) et Mackay.
Malcolm Mackay, né le 1er septembre 1981 à Stornoway, dans les îles Hébrides extérieures, est un écrivain écossais, auteur de roman policier.

## Biographie
Il passe son enfance et grandit dans sa ville natale où il réside encore aujourd'hui. 
Ses récits policiers, notamment sa trilogie ayant pour héros Calum MacLean, se déroulent dans le milieu mafieux de Glasgow.

## Œuvres

### Romans

#### TrilogieCalum MacLean
1. The Necessary Death of Lewis Winter (2013) Publié en français sous le titre Il faut tuer Lewis Winter, traduit par Fanchita Gonzalez Batlle, Paris, Éditions Liana Levi, 2013, 238 p.  (ISBN 978-2-86746-646-5)[1],[2]
2. How a Gunman Says Goodbye (2013) Publié en français sous le titre Comment tirer sa révérence, traduit par Fanchita Gonzalez Batlle, Paris, Éditions Liana Levi, 2013, 284 p.  (ISBN 978-2-86746-697-7)[3]
3. The Sudden Arrival of Violence (2014) Publié en français sous le titre Ne reste que la violence, traduit par Fanchita Gonzalez Batlle, Paris, Éditions Liana Levi, 2014, 318 p.  (ISBN 978-2-86746-742-4)[4],[5]

#### Autres romans
- The Night the Rich Men Burned (2014)[6]
- Every Night I Dream of Hell (2015) Publié en français sous le titre L’enfer est au bout de la nuit, traduit par Fanchita Gonzalez Batlle, Paris, Éditions Liana Levi, 2016, 302 p.  (ISBN 978-2-86746-814-8)[7]
- For Those Who Know the Ending (2016)